# Liste der Monuments historiques in Saint-Pardoult
Die Liste der Monuments historiques in Saint-Pardoult führt die Monuments historiques in der französischen Gemeinde Saint-Pardoult auf.

## Liste der Objekte
Zum Verständnis siehe: Kirchenausstattung
| Bezeichnung                    | Beschreibung               | Standort                         | Kennzeichnung | Schutzstatus | Datum | Bild |
| ------------------------------ | -------------------------- | -------------------------------- | ------------- | ------------ | ----- | ---- |
| Taufbecken                     | Stein, 18. Jahrhundert     | in der Kirche St-Pardoult (Lage) | PM17001395    | Inscrit      | 1984  |      |
| Votivbild: Saint Pardoult      | 19. Jahrhundert            | in der Kirche St-Pardoult (Lage) | PM17001478    | Inscrit      | 1985  |      |
| Sockel eines Weihwasserbeckens | Stein, 17./18. Jahrhundert | in der Kirche St-Pardoult (Lage) | PM17001392    | Inscrit      | 1984  |      |
| Schrank in der Sakristei       | Holz, 18. Jahrhundert      | in der Kirche St-Pardoult (Lage) | PM17001393    | Inscrit      | 1984  |      |
| Gedenktafel                    | Stein, 1787                | in der Kirche St-Pardoult (Lage) | PM17001394    | Inscrit      | 1984  |      |